# タケちゃんマン
タケちゃんマンは、フジテレビ系バラエティ番組『オレたちひょうきん族』で放送された、コント仕立てのコーナードラマ、およびコーナードラマ内のキャラクター名。キャッチフレーズは「強きを助け、弱きを憎む」。

## 概要
1981年8月29日の第8回から1988年後期まで放映された。ビートたけし扮する正義の味方「タケちゃんマン」と明石家さんま（初期の数話のみ高田純次）扮する「ブラックデビル」などの敵キャラクターの対決を描いたコーナー。前半のドラマ部分と後半の対決部分とからなる。ドラマ部分は当時の世相やテレビ、映画のそれなりに練り込まれたパロディだが、対決シーンになると二人のフリートークやアドリブに進行を任せたゲーム色の濃いコーナーとなる。
誕生したきっかけは、「ヒーロー、正義の味方＝カッコイイ」という当時のヒーロー像を壊すために、「どうせならとてもヒーローとは思えないかっこ悪い」ヒーローを作ろうとして生まれた。敵キャラクターの殆どは明石家さんまの発案によるもので、さんまが持ち込んだものをスタッフが採用していた。
コーナーの放送時間帯は、裏番組であった『8時だョ!全員集合』（TBS）の前半コントの直後である時間帯に設定していた。それ故に、『全員集合』の前半コントを観た後に「タケちゃんマン」を観るべく『ひょうきん族』にチャンネルを切り替えた視聴者も少なくなかった。コーナー自体の人気により、1983年2月には『全員集合』の長寿コーナーであり、かつ「タケちゃんマン」と同じ時間帯に放送していた「少年少女合唱隊」をコーナー終了に追い込んだ。1983年3月以降は『全員集合』の後半コントと時間帯が被る場合があったが、『ひょうきん族』自体の視聴率には影響せず、『ひょうきん族』の視聴率は『全員集合』よりも上回る週がほとんどを占めるようになった。
後年のたけしの回想によると、出演芸人の中でも器用さと瞬発力で群を抜いていたさんまに、タケちゃんマンの敵キャラとして自由なボケをやらせるため、たけし自身はこのコーナーでは敢えてツッコミ役に徹していた。内心、たけしも色々なキャラやボケをやりたかったが、2人とも勝手にボケを連発すると収拾がつかなくなるため我慢していたという。そのため、『タケちゃんマン』では毎回同じ衣装で似たようなことしかできないことが少々窮屈で不自由な役割だったという。
脚本を担当した清水東は後年、コント自体について「タケちゃんマンの内容が、若い世代を中心にウケているので、どんどん時代が変わってきているんだなと感じた」と語っている。

### オープニング
コーナー開始時には“THE TAKECHAN MAN"の文字が映し出される。『スーパーマン』の有名なキャッチフレーズのパロディである「あ、鳥だ!」「あ、飛行機だ!」「あ、タケちゃんマンだ!」というフレーズを街中の一般人が言う映像の後、OPテーマ曲「THE TAKECHANマン」が流れる。テーマ曲のラストでタケちゃんマンは「ナハッナハッ、ナハハッ!」と叫びながら夕日に向かって飛んで行き、サブタイトルが登場し本編ドラマ部分が始まった。テーマ曲は、1981年10月10日の第1話から、1983年12月10日の第95話まで流れた後、1984年10月27日のタケちゃんマン最終回で再び使用された。テーマ曲の映像は、1983年4月に一度変更された。

### BGMの流用
バラエティ番組で毎回お決まりのシーンに使われるBGMは、有名なアニメ作品からの流用が多い。本作では主に以下の流用が見られた。
- タイトル画面 - 『バビル2世』より、サブタイトルのBGM
- 変身して飛んでいく時 - 映画版『科学忍者隊ガッチャマン』より、『交響組曲 科学忍者隊ガッチャマン』
- 再度変身してブラックデビルを追い詰めるクライマックス - 『超電磁ロボ コン・バトラーV』より、合体時のBGM
  - ここまでの3曲はみな、OP曲のアレンジである。
- その他 - 当時最初のガンダムブームでサンライズ制作のロボットアニメが人気であり、戦闘シーンでは『機動戦士ガンダム』『太陽の牙ダグラム』なども使われた。

類例として他に、『ひょうきん懺悔室』や『仮面ノリダー』にも、こうした流用が見られた。

## タケちゃんマン
- 当コーナーの主人公。ピンク・レディーの金色のUFO帽子、沢田研二の赤いTOKIOスーツ、足立区後援会から寄贈された銀色のマント、チャンピオンベルト、ひょうきんブルマーに網タイツというコスチュームで、赤い頬と太眉毛が特徴。オープニングではヤマハ・ベルーガに乗って登場する[注 4]。1983年後半以降は、車型メカ“サイデスカー”に変更される[注 5]。主に伊丹幸雄の吹く法螺貝や天地真理のペンダントに涙が落ちると印籠がまるで自分で押してるかのように光って「ナハッ、ナハッ」と笑いながら変身し登場する[注 6]。太田プロ副社長・これはこれは光線や業界光線、クルミミルクの飛びツッコミ（チョップ技）などが得意技。着ぐるみを多用した変身を繰り返すことで相手を翻弄するのも必殺戦法である[注 7]。初期はアメコミヒーローのように犯罪者と対決[注 8]していたがその後、後述の怪人と様々な姿に変身して戦うようになる[注 9]。シリーズ途中でパワーダウンするが、タケちゃんマンロボやタケちゃんマン7にパワーアップした。最後はナンデスカマンとの対決を制し「最強のヒーロー」としてロケットで隕石に特攻させられ死亡した。
- 1982年1月23日放送「タケちゃんマン誕生の秘密の巻」で明かされたところによると出身は宇宙で、地球に落ちてきた巨大な卵から誕生した。卵を拾ったおじいさんとおばあさんに「玉三郎」と名付けられ、桃太郎（伊丹幸雄）や浦島太郎（島崎俊郎）などと共に育てられたが、出来が悪いため疎外されていた。その後、島田紳助演じる仙人の元で修行した。コーナー終了後も本人や『風雲!たけし城』の『人喰い穴』で渡嘉敷勝男などがタケちゃんマンに扮し他番組に出演している。

### タケちゃんマンロボ
- 1984年2月4日放送「タケちゃんマンロボ誕生の巻」にて登場。タケちゃんマンが弱体化してきたため、北野水博士（タケちゃんマンの変身）と助手の珍博士（片岡鶴太郎）によって造られた[注 10]。タケちゃんマンがピンチに陥ったとき、タケちゃんマン人形が先端についたスティックをかざし「タケちゃんマンロボに、合体!」と叫ぶと、6機のパーツメカが飛来し合体してタケちゃんマンロボが完成する。武装は豊富だが、足が厚底なためバランスが悪く、戦う相手の方が気を遣っていた。後に「タケちゃんマンロボ・バリア（リハビリ用の歩行器）などの強化パーツが登場するが、やはりアミダばばあやコーモリ星人に苦戦していた。アミダばばあ編最終回以降「ジョキングシューズ」（アミダばばあによると長靴）により機動力がアップし、ナンデスカマンロボとのマラソン対決ではその軽量化された足で勝利した。必殺技はマジックハンドパンチ（タケちゃんマンロボパンチ）、ストンピング、ミサイル[注 11]、リモコンと磁力で相手を引き寄せる恐怖のマグネティック攻撃などがある。たけしがロボをやることを嫌がり、急遽中に入る人を募集したものの、応募者はゼロだった[注 12]。ナンデスカマン編ではさんま[4]や紳助が中に入ったこともある。

### タケちゃんマン7（セブン）
- ナンデスカマン編終盤の、1984年11月3日放送『ギャンブル放浪記』から登場。死んだタケちゃんマンがパワーアップした姿。当初は帽子に小さい「7」のシールが付いた以外変更点やキャラクターの変化もなかったが、回を重ねるごとに太い眉毛、赤頬、マント、チャンピオンベルトなどがなくなっていった。サイクリング自転車の衣装がお気に入り。鬼瓦権造メイクの「タケちゃんマン手鼻7」[注 13]や牛田モーメイクの「牛田モウ7」などのバリエーションがあった。名称の由来は『ウルトラセブン』とされる[注 14]。家庭を顧みず、クラブ、ホテル、おねーちゃんの家と仕事の繰り返しでほとんど家に帰らないのが弱点である。さんま扮する怪人との対決時は、松尾、ラッシャー板前、グレート義太夫、菊池忠（太田プロ時代のたけしのマネージャー、愛称「ジキル菊池」[注 15]）などが加わることが多い[注 16]フライデー襲撃事件でたけしが謹慎中は、ラッシャー板前が代役を務めた。最後は変身と対決シーンが無くなり自然消滅し、最終回「タケちゃんマン忠臣蔵」ではタケちゃんマン7ではなく、タケちゃんマン（大石内蔵助から変身）が登場した。

### 牛の吉田君と吉田くんのお父さん
- 1981年12月5日放送「謎の怪盗団出現の巻」から登場。タケちゃんマンの親友。吉田くんのお父さんはタケちゃんマンがピンチになったとき谷啓のギャグ「ガチョーン」を連呼してタケちゃんマンを救うときもある。

## 敵キャラクター

### Dr.イーデス
- 紳助が演じたマッドサイエンティスト。初期に登場した。

### コーモリ星人
- 1984年3月10日放送「コウモリ星人来襲」の巻から登場。紳助が演じた敵キャラクター。灰色の全身タイツにコウモリを模した帽子と羽が特徴。コウモリUFOで地球にやってきたエイリアン。悪知恵が働き、地球征服が目標。アミダばばあやナンデスカマンを脅して悪事に加担させる。変身も可能だが「キーッ!」という鳴き声で鳴き正体が露呈するのがパターンである。目から相手を操ったり別の姿に変身させる光線を放射する。背負ったコウモリ傘も武器にする。タケちゃんマンを倒そうとするが、少年少女お助け隊と片岡鶴太郎扮するモレシャンお助け隊によってナンデスカマンが正義に目覚めタケちゃんマン側につき、タケちゃんマンが裏切り、3人でドタバタを演じるのがパターンだった。紳助は撮影中ずっと宙吊りにされることが多く、ひどいときは半日宙吊りにされたこともある。当時のヒット曲だった小泉今日子の『艶姿ナミダ娘』のメロディに乗せて、「コーモリ男可哀想ね 逆さに吊られてかわいそうね」と替え歌を披露したこともあったという。ナンデスカマン最終回では、医師に化けて、ナンデスカマンをカウンセリング。ナンデスカマンの死後、タケちゃんマン7に「来週からは、タケちゃんマン7とコーモリ星人の対決で、このコーナーを盛り上げよう」と宣言したが、タケちゃんマン7にあっさり無視された。その後は登場しなかったが、1986年6月14日放送「パーデンネン祭」の巻で一回復活し、タケちゃんマン7、パーデンネンとドッジボールのめちゃぶつけ対決をしたが、途中、突き指で退場しようとしたところを二人が集中攻撃。「あんたらはひとでなしや!」と泣き言を言っていた。紳助は「（この3キャラクターが並んだところは）相当みっともない」と評した。

### 地底人モグリン
- 紳助が演じた敵キャラクター。モグラを模している。「イーッ!」と鳴く。

### 水中人ガッピー
- 紳助が演じた敵キャラクター。河童を模している。「ギーッ!」と鳴く。アジトは池。世界中の子供をさらいメダカにしてメダカの学校を作ろうと企み、愛人の存在をばらすとナンデスカマンを脅して協力させた。無免許であることを指摘されると悶え苦しむ。モグリンやガッピーのキャラクターはコーモリ星人とほとんど変わりがないため、たけしから散々ツッコミを受けていた。

### 水玉デビル
- 初代ブラックデビルを演じていた高田純次がゲストで演じたキャラクター。最初はタケちゃんマンの弟分タケちゃんマンタロウを偽っていたが。その正体はブラックデビルの刺客だった。

### パーデンネン
- さんま演じる敵キャラクター。エジプト出身。クレオパトラが生前一番愛した宝石「パーデンネン」の封印から蘇った。タケちゃんマンに「お前はアホか!」と振られ、「アホぉ〜? アホちゃいまんねん パーでんねん!」と叫んで変身。『ドリフのほんとにほんとにご苦労さん』の歌い出しに合わせて「アホじゃあーりませんよパーでんねん、パァ〜」と歌って登場する。両手をかざしながら右膝を上げて「パ〜!!」と叫んで決めポーズをとり、カメラマンの高田治に向かって「高田ちゃん、幸せ?」と振り、カメラが「うん、うん」と縦に首を振るのが決めパターンである。後半はタケちゃんマンと童謡「おおブレネリ」を歌う。対決では主に「かまへん、かまへん」「正月くらいは家に帰ってあげて〜」と言っていた。
- 最終回のタケちゃんマン忠臣蔵でお待ち娘の正体として登場。タケちゃんマンが変身している大石内蔵助に切られてとりあえず決着となった。
- 当時小学生だった月亭八方の息子月亭八光が口にしていた「アホちゃいまんねん パーでんねん」のギャグをさんまが気に入り、5千円のお小遣いと引き換えに譲ってもらったものが発端となっている[5][6]。さんまの「アホちゃいまんねん パーでんねん!」の掛け声は知っとるケ編最終回が初出[注 17]。
- 初登場時、タケちゃんマン手鼻7も笑うしかできず、さんまも一人で画面に映ることを嫌がっていた[注 18]。
- 当時『ひょうきん族』の収録日である水曜日に生放送されていた音楽番組『夜のヒットスタジオ』（当時の番組名は『夜のヒットスタジオDELUXE』）の司会であり、奇抜なファッションを毎週この番組で披露していた芳村真理は、メイク室でパーデンネンのメイクをしているさんまの元を訪れて「さんまちゃん、派手ね〜」「さぁ、どっちが派手かな〜?」とよく冗談まじりにツッコミを入れていたという。さんま自身『夜ヒット』という番組名を聞くと未だに真っ先に思い出すエピソードのがこのメイク室での芳村とのやり取りであるという。また、控え室で『夜ヒット』のゲストとして出演する予定のマンハッタン・トランスファーと遭遇し「Oh! クレイジー」と言われたこともある。さんま自身も「パーデンネンは今までの中で一番恥ずかしい」と言い、特に楽屋で待機しているときは恥ずかしかったという。当時大人気の『夕やけニャンニャン』の特番で、おニャン子クラブのゆうゆが精巧に扮装して後々まで話題になったほどインパクトがあった。
- たけしが「フライデー事件」謹慎期間に入ると、タケちゃんマンの代役（ラッシャー板前）やバイキンガーZと対戦したこともあったが、長続きせず、結局ドラマから無茶なフリで対決[注 19]に持ち込むパターンに変わり、バイキンガーZと平行となった。
- 1995年にJALのCMにも出演。この時は決め台詞の「パ〜」の代わりに最後に「ジャッ!ルゥ〜」と宣伝をしている。2010年の『めちゃ×2イケてるッ!』の新レギュラーオーディションでは、さんまがパーデンネンに扮して登場し、レギュラーメンバーを驚かせた（同番組内で、岡村隆史もパーデンネンに扮したことがある）。2018年3月31日の最終回終盤にも再びパーデンネンに扮して登場している。本人は出演しなかったが、『ヤッターマン』の27話ではパーデンネンを模したビックリドッキリメカ「パーメカ」が登場し、ゲスト声優エド・はるみは「大先輩には勝てない」と言った。
- 桑田佳祐がKUWATA BANDで『さんまのまんま』に出演した際、アミダばばあの唄に続き「番組のテーマソングを作ってくれ」と頼まれた際にはこの怪人を思わせる「アホちゃいまんねん」という歌詞を入れている。
- 関口和之のアルバム『砂金』の曲『人気なんてラララ（We're The 二次会）』でゲストとして参加したさんまが、「アホちゃいまんねん、パーでんねん、パァ〜」と、歌詞の中で歌っている（この曲のテーマは「イメージのシリトリ」であり、リリースは『ひょうきん族』でさんまがパーデンネンを演じていた1986年である）。

## その他の主なキャラクター

### ゴックン娘
- 第一回から約半年間は必ずお涙頂戴のシーンがあり、たけしが涙をこらえる為「ゴックン」と言うと日吉ミミと山本リンダが下から上がり「若い娘がゴックン」という『黄色いさくらんぼ』の替え歌を歌う。これは「涙を呑む」ゴックンと「精飲」の隠語ゴックンをかけたものである。

### キヨちゃんマン
- ビートたけしの相方、ビートきよしが演じたキャラクター。『キヨちゃんマン出現の巻』などで登場。タケちゃんマンがホラ貝を吹くと登場するのに対し、キヨちゃんマンはピロピロ笛を吹くと登場する。出演回数が少ないためか、一応ライバルキャラクターだが非常に影が薄い。山形弁を話し、マント代わりに渡世人風の縞の合羽を愛用している。再放送では登場回はカットされていた。

### タコくん
- 1982年4月24日我が輩はタコであるの巻で初登場、伊丹幸代が演じたキャラクター。今まで物語のメインキャラだった伊丹が飽きられ出落ちでタコの着ぐるみを着て登場。後に『ラブリーたこくん』という曲を発売した。

### お待ち娘
- さんまが演じていた、金色のバニーガール。タケちゃんマンが酒を注文すると、ウイスキーの水割りセットが載ったワゴンを押しながら登場し、股間のふくらみを隠しながら「お待ちぃ〜!」とポーズをとる。ナンデスカマン編ではたけしが寝ている所へ潜り込んだり甘えるような素振りをするなど、たけしの愛人という小芝居を始める。たけしがお前なんか知らないという態度をとると、いきなり「帰ってよ!!」と罵倒し、内緒で用意した絵本や母子手帳、胎教雑誌を広げ妊娠を仄めかす脅迫をしたり、本人が写っている写真週刊誌を投げつける、「おかあさんに会っちゃった」[注 20]「女連れてきてるんでしょ」「帰ってない、帰ってないって言っておいて家に週一回は帰ってるんでしょ」とたけし本人の内輪の話を披露したりする。初期はお待ち娘の格好でこのギャグをやっていたが、次第にそのままの格好で行われるようになった（「帰ってよ女」とも呼ばれる）。ナンデスカマン、サラリーマンの頃になると家の一室で狂言自殺をするようになる。一通りのやり取りが終わると、たけしに「おまえは○○だろ」（○○には“アミダばばあ”や“ナンデスカマン”などのキャラクター名が入る）と指摘され、最初は否定しつつも最後にはそのキャラクターに変身する。
- 『めちゃ×2イケてるッ!』の『フリフリNo.6』（あいうえお作文のコーナー）でさんま本人がこの格好で登場しスタッフ用の笑いと視聴者用の笑いを取るようダメ出しを行った（お題はさんまに因み「しゃべりすぎ」で、当初は矢部浩之が6文字目のオチを担当したが上手く落とせず、代わりに挙手した有野晋哉が「偽装結婚してました！」と言って落とした）。
- 2008年7月27日放送の『27時間テレビ』では、堀内健が、また2010年9月27日の「SMAP×SMAP」（この回はさんまが「BISTRO SMAP」のゲストとして出演した）では香取慎吾が「おいしいー!!リアクション」で扮した。

### アミとりおばさん
- さんまが演じていた、巨大な虫取り網で道行く人を次々に捕まえるおばさん。寸劇中に突然場面が切り替わり通行人を襲うシーンになったり、天気予報風の出現予報が放送された後に出現するなどした。ストーリーには関係しない。

### ちょっといいですか神父
- さんまが演じていた、唐突に現れる神父。寸劇中にいきなりたけしの前に現れ、「ちょっといいですかぁ〜? あなた神を信じますかぁ〜?」と言ってたけしを呆れさせ、頭を叩かれたり突き飛ばされたりすると、自分が神父であることを前面に出して食ってかかるのがパターンであった。

### 洗濯女
- 寸劇中、さんまが自宅に帰ってくると玄関の前で待ち伏せている女。島田紳助が演じていた。「さんちゃん、お帰り…」と声を掛けるが、さんまにあっさり無視される。めげずに部屋に上がり込もうとして閉めようとするドアの隙間でクルクル回り、さんまから「回るな、回るな」と突っ込まれる。結局は部屋に入れてもらえず[注 21]、さんまに洗濯物、時にはお金を投げつけられ「帰れ」「二度と来るな」などの言葉を浴びせられた後、「寒い…」と言いながら淋しげな表情をする。モデルはさんまがかつて実際に交際していた女性だったと言われている。発展系キャラクターに、同じく紳助が演じる、玄関先でカレーを温めながら待ち伏せて「さんちゃんの大好きなカレー作って待ってたのよ」と声をかける「カレー女」、阪神タイガースのランディ・バースを模して、ヒゲ面で縦縞のユニフォーム姿で待ち伏せる「バース女」[注 22]、ボンレスハムを剣道の素振りのように上下に振り回す「フルハムヨシエ」、不幸があるとやってくる「お清め女」などがいた。知っとるケ最終回の時には、たけしに「たけちゃんでいい」と言いたけしの家庭事情を笑い話にしていた。知っとるケ編、パーデンネン編で登場していた。視聴者から、回転の手作りおもちゃが送られてきたこともある（「パーデンネン伝説」）。

### おっとっと隊
- エキストラの石井、川上、小林の三人がボケなかったり、滑ったギャグに対し死んだ声で「おーっとっとっ･･･」と呟きながらセットのはしごを持って去っていく。

### 雁之助はん
- シローが演じた裸の大将の衣装を着た芦屋雁之助のものまね。さんまが歩いている途中で出会い名前を呼ばれると「あらやだ、エライトコ見られてしもた！」と逃げてゆく。登場当初は道端でおにぎりを食べていた所を見つかり、その後出落ちとして本当にエライ事をしている所を見つかってしまう。

### タネマキトカゲ
- シローが演じた当時流行したエリマキトカゲのもじりから生まれたキャラ。さんまから「何しとん？」「カーオ。」と言うやり取りが続き３回目で「何しとんて言うとるやろ!」と叫ぶと驚いて種を撒く。

### バイキンガーZ
- さんまが演じたキャラクター。第240話「ワルサの男」より登場。仮の名は「五味溜男（ゴミ タメオ）」本名、梅田菌蔵（ウメダ キンゾウ）汚いもの（裏金、二股、山田邦子の顔などいろんな意味で汚いものも含む）が大好き。「バイキン、バイキン、バイキンガー! バイキン、バイキン、バイキンガー! 汚い好き、風呂嫌い、不潔人間合格!」という歌詞で登場（「スーパーカリフラジリスティックエクスピアリドーシャス」の替え歌。2番も存在し、こちらは歌詞が腹黒人間合格!で終わる）。「出て来い!タケちゃんマン7」の回では病に苦しむタケちゃんマン好きの少年のために、タケちゃんマンの居場所を聞き出すべく医者が少年の部屋を散らかしバイキンガーZを召喚したこともある。清潔な環境では苦しみ始める。コスチュームは黒タイツ、メイクなど今までの敵のパーツを合体させている。タケちゃんマンの敵キャラクターであると誤解されがちだが、実際はたけしがフライデー事件で謹慎している際に設けられたつなぎ役でありタケちゃんマンとは数回だけ共演した程度である。さんまが1人2役形式でパーデンネンと対決したこともあった。さんまが手の動きを使って行うギャグはこのキャラクターが発祥である。一連のアクションは、後にさんまが入水した時に変身するキャラクタートン・ティン・タン・カッパにも受け継がれる。

### 正義の掃除屋さん
- バイキンガーZの宿敵。女性のリーダーを中心とした5人編成。第240話「ワルサの男」に登場。「わたしは正義の掃除屋さん きれいな心 保つため」というテーマソングがある。不潔な環境では苦しみ始める。

### カスタネットマン
- 「フライデー事件」後、ライバルだった『全員集合』の終了、萩本欽一の長期休業、出演者たちとの確執から出演の意欲を失い、たびたび収録を休むようになったたけしをモデルに作られた。たけしとさんまのペアで演じた。二人で行進するように（合唱）「カスタネットのおじさんは、仕事が嫌いなわけじゃない、体が悪いわけじゃない… でもね… 出て! 出て! 休んで! 休んで! 出て、休んで」（さんま）「今日は？」たけし「休んじゃおう」と言って、さんまがたけしをどつくなどして終わる。明石家さんまのアルバム『こういう自分がS・U・K・I』（1988年　ポニーキャニオン）にこれら掛け合いを元にした楽曲「カスタネットマン」（作詞・作曲：杉本高文　編曲：三宅恵介）が収録された（さんまがたけしパートを演じている）。

### ツナギマン
- さんま演じる「タケちゃんマン」のコーナー内にての最後のキャラクター。大きなポンパドゥールにナイロン地の緑ツナギ姿の漫談家で「あっ、ツナギマンだ、ツナギマンだ」、「誰かつないで」と言う振りで『Somebody Stole My Gal』(吉本新喜劇のオープニング曲)に乗って登場し、「まぁ〜昨今の芸能界〜」という枕で漫談をする。この怪人をもってタケちゃんマンは終了し、次のコントシリーズへの『ツナギ役』でもあった。
- こちらもバイキンガーZ同様、タケちゃんマンのライバルキャラクターだと誤解を招いているケースがある。
- このキャラクターだけ、DVDには収録されなかった（第4弾の予告紹介の映像には、このツナギマンの紹介はされていた）。

### ミスター・ベンピー
- たけし演じる「タケちゃんマン」でツナギマンと対峙したキャラクター。和式便器と両手にたわしと言う格好で登場する。2・3回で終了した。

### おとぼけブラザーズ
- 拡声器を持ち、背中に羽を背負ってリヤカーを引く酔っ払いの社長（たけし）と専務（さんま）の小芝居。社長の小ボケに大爆笑し、ゴマをする専務と言う図式。社長が若原一郎の「お～い中村くん」を「ちょいとま～（↑）ち た～ま～ええええぇぇぇぇぇぇい！（↑）」というイントネーションで、専務は「おれた～ちゃ おとぼけブラザーズ～」と歌いながら歩いていく。

### スキップ野郎
- 後期に登場したさんま、たけしが「スキップ！」「野郎！」と振り腕を組んでその場でスキップを踏みながら「♪るんるるんるるんるるん スキップスキップ　楽しいな～　ぼ～くがあかしで、きみたけし～　二人はスキップ野郎だぜ」という出囃子を歌いながら登場する漫才コンビ。

### マイ爺さんとドゥーン青年
- 喜劇シリーズで鶴太郎が演じた老人。コント中「うんまぁ～い」の「まい」部分がウケて誇張されていき「マイ」としか言わない老人が「マイマイじじい」というキャラに昇華し、後に「マイ爺さん」に改名された。さらに村上ショージが同時期にドゥーン！のギャグができドゥーン青年と呼ばれた。そして二人で「マイ」、「ドゥーン！」と会話を交わすと言うやりとりが登場した。

### レトロなんやそれ
- 同じく喜劇シリーズの頃に出来たキャラ。コント中、呉服屋の若旦那役のさんまが人差し指を下から突き上げて「なーんやそれ！」と言うギャグが元で、昔でも言われていたのだろうと想像し能楽の翁 (能) の格好をしたさんまが「な～ん～や～そ～れ～」と言う出落ちキャラ。

## 放映リスト
- 参照：https://w.atwiki.jp/qvarie/ 、『週刊TVガイド』、『ザテレビジョン』
- 備考欄の★：2011年8月までCSにて放送された再放送の欠番回

## DVD
2003年に3枚入りDVDボックス (計5巻)、2009年にフジテレビ開局50周年記念の一環で6枚入りDVDボックスが発売されている。内容は主に「タケちゃんマン」のコントコーナーが収録されており、2009年版はレンタル化されているため、比較的簡単に視聴できる（2003年版は廃盤になっている）。
| 数 | 放送年日           | タイトル名                          | 2003年版 | 2009年版 | 備考                            |
| -- | ------------------ | ----------------------------------- | -------- | -------- | ------------------------------- |
| 1  | 1982年1月23日      | タケちゃんマン 誕生の巻             | 未収録   | 収録     | 視聴可能な最古の資料            |
| 2  | 1982年2月6日       | キヨちゃんマン 出現の巻             | 未収録   | 収録     |                                 |
| 3  | 1982年4月24日      | 吾輩はタコである                    | 収録     | 未収録   |                                 |
| 4  | 1982年5月8日、15日 | 新選組粗末記                        | 収録     | 未収録   | 2話分を1話分にして収録          |
| 5  | 1982年5月29日      | えっ？タケちゃんマンに弟が...       | 収録     | 未収録   |                                 |
| 6  | 1982年6月5日       | 下町の太陽みたい                    | 収録     | 未収録   | ゲスト (和田アキ子)             |
| 7  | 1982年7月3日       | 続・吾輩はタコである                | 収録     | 未収録   |                                 |
| 8  | 1982年7月10日      | ブラックデビルの昆虫大図鑑          | 収録     | 未収録   |                                 |
| 9  | 1982年7月17日      | ハマグリの恩返し                    | 収録     | 未収録   |                                 |
| 10 | 1982年7月31日      | (秘) 吉田君とお父さんの半世紀       | 収録     | 未収録   |                                 |
| 11 | 1982年8月28日      | 初代ブラックデビル現る?             | 未収録   | 収録     |                                 |
| 12 | 1982年9月4日       | お父さんや地球を大切にしよう        | 収録     | 未収録   | ゲスト (松本伊代、柏原芳恵)     |
| 13 | 1982年9月11日      | タケちゃんマンブーム ついに終わる!? | 収録     | 収録     |                                 |
| 14 | 1982年11月6日      | 恐怖の同窓会                        | 収録     | 未収録   |                                 |
| 15 | 1982年11月20日     | タケちゃんマンタロウ誕生            | 未収録   | 収録     | ゲスト（高田純次）              |
| 16 | 1982年12月4日      | 大災難                              | 収録     | 未収録   |                                 |
| 17 | 1982年12月11日     | いーてふ                            | 収録     | 収録     |                                 |
| 18 | 1982年12月18日     | みんなブラックデビルのせいなのよ    | 収録     | 未収録   |                                 |
| 19 | 1982年12月25日     | ブラックデビル 暁に死す             | 収録     | 収録     | ブラックデビル 最終回           |
| 20 | 1983年1月15日      | 続・いーてふ                        | 収録     | 未収録   |                                 |
| 21 | 1983年2月12日      | セーラー服とタケちゃんマン          | 収録     | 未収録   |                                 |
| 22 | 1983年3月26日      | 夢よもう一度 ブラックデビルJu.      | 収録     | 未収録   | ブラックデビルJu. 最終回        |
| 23 | 1983年5月14日      | 楢山ブス考                          | 収録     | 未収録   |                                 |
| 24 | 1983年5月21日      | 三味線を持った渡り鳥                | 収録     | 未収録   |                                 |
| 25 | 1983年7月2日       | 戦場のメリーさんの羊                | 収録     | 未収録   |                                 |
| 26 | 1983年8月13日      | アミダばばあと珍商売                | 未収録   | 収録     |                                 |
| 27 | 1983年9月3日       | 811号室の謎                         | 収録     | 収録     |                                 |
| 28 | 1983年9月10日      | ブラックデビルJr.はどうした?        | 収録     | 未収録   |                                 |
| 29 | 1983年9月17日      | 時をかけるババア                    | 収録     | 未収録   |                                 |
| 30 | 1983年9月24日      | テレビ30年史                        | 収録     | 未収録   |                                 |
| 31 | 1983年10月8日      | ふぞろいの怪獣たち                  | 未収録   | 収録     | ゲスト (ウルトラマンの怪獣たち) |
| 32 | 1983年10月15日     | タケちゃんマンの新薬産業スパイ      | 未収録   | 収録     |                                 |
| 33 | 1983年11月12日     | 喜劇・社長まん遊記                  | 収録     | 未収録   |                                 |
| 34 | 1983年12月10日     | ブラックデビル死の真相              | 収録     | 未収録   |                                 |
| 35 | 1984年1月28日      | 唐辛子有限会社                      | 収録     | 未収録   |                                 |
| 36 | 1984年2月4日       | タケちゃんマンロボ誕生              | 収録     | 収録     |                                 |
| 37 | 1984年2月18日      | おでん屋デス物語                    | 収録     | 未収録   |                                 |
| 38 | 1984年2月25日      | タケちゃんマンの人類創世            | 収録     | 収録     |                                 |
| 39 | 1984年3月3日       | コウモリ星人来襲                    | 収録     | 収録     |                                 |
| 40 | 1984年3月10日      | さよならアミダばばあ                | 収録     | 収録     | アミダばばあ 最終回             |
| 41 | 1984年4月21日      | 地底人モグリンの来襲                | 収録     | 未収録   |                                 |
| 42 | 1984年4月28日      | 奥さまズームイン!ナイスデイ         | 収録     | 収録     |                                 |
| 43 | 1984年5月5日       | カボチャ畑人形を売れ!               | 収録     | 収録     |                                 |
| 44 | 1984年6月2日       | 呪われた館                          | 未収録   | 収録     |                                 |
| 45 | 1984年6月23日      | 水中人ガッピーの来襲                | 収録     | 収録     |                                 |
| 46 | 1984年6月30日      | 桃から生まれたかぐや姫              | 収録     | 未収録   |                                 |
| 47 | 1984年7月7日       | タケちゃんマン 倒れる!!             | 未収録   | 収録     |                                 |
| 48 | 1984年8月25日      | 夏服のメイン物語                    | 収録     | 未収録   |                                 |
| 49 | 1984年9月1日       | 守れ!タネマキトカゲ                 | 収録     | 未収録   |                                 |
| 50 | 1984年9月29日      | 次の法善寺横町                      | 収録     | 未収録   |                                 |
| 51 | 1984年10月13日     | 秋刀魚が出てきた日                  | 収録     | 未収録   |                                 |
| 52 | 1984年10月20日     | ひまわりは見ていた                  | 未収録   | 収録     |                                 |
| 53 | 1984年10月27日     | タケちゃんマン 最後の日             | 未収録   | 収録     | タケちゃんマン 最終回           |
| 54 | 1984年11月3日      | ギャンブル放浪記                    | 収録     | 未収録   | タケちゃんマン7 初回            |
| 55 | 1984年11月24日     | ナンデスカマン 最終回               | 収録     | 収録     | ナンデスカマン 最終回           |
| 56 | 1985年1月5日       | 妖怪知っとるケの謎                  | 収録     | 未収録   | 知っとるケ 初回                 |
| 57 | 1985年1月26日      | 妖怪人間知っとるケを訪ねて          | 収録     | 収録     |                                 |
| 58 | 1985年2月9日       | お座敷                              | 収録     | 未収録   |                                 |
| 59 | 1985年2月16日      | 仁義なき抗争                        | 収録     | 未収録   |                                 |
| 60 | 1985年3月2日       | 黄昏の5人                           | 収録     | 未収録   |                                 |
| 61 | 1985年3月23日      | お父さんの卒業式                    | 未収録   | 収録     |                                 |
| 62 | 1985年3月30日      | 俺たちの人形劇                      | 未収録   | 収録     |                                 |
| 63 | 1985年4月6日       | コットンキャバレー                  | 収録     | 未収録   |                                 |
| 64 | 1985年5月18日      | 白雪丸と7人の恋人                   | 収録     | 収録     |                                 |
| 65 | 1985年6月22日      | 悪徳産業明石商事の秘密              | 収録     | 未収録   |                                 |
| 66 | 1985年7月27日      | 宮本武 第一部 青春怒涛編            | 収録     | 収録     |                                 |
| 67 | 1985年8月3日       | 宮本武 第二部 子連れ怒涛編          | 収録     | 未収録   |                                 |
| 68 | 1985年9月7日       | 虚飾の星                            | 収録     | 未収録   |                                 |
| 69 | 1985年9月21日      | おいで夜ッ叉                        | 収録     | 未収録   |                                 |
| 70 | 1985年9月28日      | 荒甚と魔法の提灯                    | 未収録   | 収録     |                                 |
| 71 | 1985年10月12日     | 二代目はマジシャン                  | 収録     | 収録     |                                 |
| 72 | 1985年11月2日      | 看護婦日記                          | 収録     | 未収録   |                                 |
| 73 | 1985年11月9日      | さよなら知っとるケ                  | 収録     | 収録     | 知っとるケ 最終回               |
| 74 | 1985年12月7日      | パーデンネン伝説                    | 未収録   | 収録     | パーデンネン 初回               |
| 75 | 1985年12月21日     | さんまくんハイ!                     | 収録     | 収録     |                                 |
| 76 | 1986年1月18日      | 出鼻のタケちゃん奮闘記              | 収録     | 収録     |                                 |
| 77 | 1986年2月8日       | あんなひと                          | 収録     | 未収録   |                                 |
| 78 | 1986年3月29日      | 涙の冗談じゃないよ                  | 収録     | 未収録   |                                 |
| 79 | 1986年6月14日      | パーデンネン祭り                    | 未収録   | 収録     |                                 |
| 80 | 1986年10月25日     | スグノリ新藤抜十の冒険              | 未収録   | 収録     |                                 |
| 81 | 1986年11月29日     | 貧乏神を背負った男                  | 収録     | 未収録   |                                 |
| 82 | 1986年12月6日      | 喜劇・温泉旅行                      | 収録     | 収録     |                                 |
| 83 | 1986年12月20日     | ラッシャーの一番長い日              | 収録     | 未収録   |                                 |
| 84 | 1988年1月23日      | 北野一座顛末記                      | 収録     | 未収録   |                                 |
| 85 | 1988年2月13日      | ひょうきん長屋は大騒ぎ              | 収録     | 未収録   |                                 |
| 86 | 1988年?月?日       | おとぼけ商事繁盛記                  | 収録     | 未収録   |                                 |
| 87 | 1988年?月?日       | 8つの顔を持つ男                     | 収録     | 未収録   |                                 |
| 88 | 1989年10月14日     | 忠臣蔵                              | 収録     | 収録     | オレたちひょうきん族 最終回     |

## テーマ曲
- THE TAKECHANマン（タケちゃんマンの歌）（作詞：大岩賞介/作曲：佐藤エポ子/編曲：JOEPO BAND/歌：ひょうきんストリートBAND）

歌詞の中には「今日は吉原・堀之内〜中洲・すすきの・ニューヨーク〜♪」というフレーズがあるが、最後のニューヨークを除き全て日本の風俗街。
イ短調の曲で、ヒーロー物テイストの曲調が与えられているのと同時に、行進曲や浪花節のような軽妙な節回しを持っており、フルサイズバージョンではバックコーラスも芸者風のアレンジになっている。
作曲者の佐藤エポ子は、番組のエンディングテーマ『DOWN TOWN』を歌い「チャンネル〜はそのまま」などの番組初期のアイキャッチも担当した歌手のEPO。なお、歌詞の原型はそのままにタケちゃんマンの部分をブラックデビルに置き換えたバージョンも作られており、1982年9月11日放送分「タケちゃんマンブームついに終る!?の巻」のオープニングにて使用された。また、この回のオープニング映像は、従来とほぼ同じ内容でタケちゃんマンをブラックデビルに置き換えたものが流れた。
- タケちゃんマン音頭（作詞：大岩賞介/作曲・編曲：高田弘/歌：金沢明子）

1983年に挿入歌として流れた。ビートルズの『イエロー・サブマリン』を民謡調にアレンジした金沢の前作『イエロー・サブマリン音頭』を引き継いだ曲調となっている。「さすがの忍豚音頭」のカップリングとしてレコード発売されたが、ジャケットはタケちゃんマンより、トレーナーと白のチノパンでアイドル風なポーズを取った金沢明子がメインとなっている。
- タケちゃんマンロボのテーマ「愛より強く」（作詞：大岩賞介/作曲・編曲：小六禮次郎/歌：町田義人/ナレーション：大平透）

タケちゃんマンロボ登場時に流れるテーマソング。歌詞の中に「ひょうきん」などのフレーズはあるものの、詞や曲調は当時のアニメ・特撮ヒーロー物の主題歌にありがちなケレン味の強いものとなっている。

## 敵キャラクターテーマ曲
- 好きさブラックデビル（歌：オレたち・昔アイドル族（山田太郎と美樹克彦）

1982年アナログシングル盤としてポリスターから発売された。「ひょうきんベストテン」で山田・美樹によって幾度か歌われた。両名がブラックデビル本人から花束を渡されたり、タケちゃんマンから攻撃を受けるなどのパフォーマンスもあった。ミュージックビデオも製作されたが、内容は深夜や早朝の「歌う天気予報」で流される新人アイドルのミュージックビデオのごとく、ブラックデビルが海岸や花畑、原宿でロケするものであり、1983年12月31日の「年忘れひょうきんスペシャル」での「公開懺悔」でさんまとたけしがこの映像を見た際には終始観客から悲鳴と笑いが起こっていた。
- アミダばばあの唄（歌：アミダばばあ&タケちゃんマン）

1983年10月21日にシングルレコードとして発売、35万枚のセールスを記録した。サザンオールスターズの桑田佳祐がプロデュースと作詞・作曲を行い、「あみだくじ〜 あみだくじ〜 引いて楽しいあみだくじ〜」を歌詞に入れることを条件とすると、歌詞、曲共にわずか5分で完成したという。ミュージックビデオでは六本木のアマンドの前でのロケや、バーで二人がこの歌を歌うシーンがあった。桑田は2001年に発売したシングル「白い恋人達」でカップリング曲としてセルフカバーしたこともある。毎日放送の「突然ガバチョ!」では歌詞を変えた「毒まんじゅうの唄」というバージョンが使われていた。JRAのCMに登場。歌詞の一部を変えてオンエアされた。2003年のサザン25周年ライブでは、桑田とさんまがデュエットで『アミダばばあの唄』を歌い、村上ショージもコーラスで参加した。
- 世界の国からナンデスカ?

日本万国博覧会（大阪万博）のテーマソング「世界の国からこんにちは」を替え歌にしたテーマソング（歌詞中の「こんにちは」が「なんですか」に、「1970年」が「1984年」に置換）。ナンデスカマンが正体を現した際にはコーラス陣による混声合唱で1番が歌われる。この間はダンサーの一団が踊りを披露する。曲の最後の部分では本人も踊りに参加、ダンスが決まった後「ナンデスカ〜!?」と言って登場シーンは終わる。レコード化はされていないが、DVDに収録されたエピソードにおいて1番だけ聴くことができる。「FNS27時間テレビ!! みんな笑顔のひょうきん夢列島!!」のオープニングでも使われ、「1984年のなんですか」の歌詞を「2008年の夢列島」と変えて歌われた。
- びっくり箱の歌（歌：ナンデスカマン＆タケちゃんマン）

ナンデスカマンの攻撃びっくり箱をモチーフに松山千春が作詞、作曲を担当し「愛より強く」がカップリング曲。上記の曲群と一線を隠し、びっくり箱がサビに出てくるところ以外は仕事や人生に疲れ、幸せとは何なのかを考える男の哀愁を歌う曲になっており、一時期エンディングとして使われた。曲の完成後、松山がゲスト出演したMBSヤングタウンで披露されるが（番組イベントでヤンタンチームvs松山のチームで野球の試合を行った日がさんま担当の月曜日だった）、番組直前に「ビックリ箱驚いた」と入れて欲しいとさんまから依頼され、このフレーズが急遽追加された。後に『アミダばばあの唄』と共に明石家さんまのアルバム『世渡り上手』（1987年　キャニオンレコード）に収録されている（但しさんまソロによる新録版）。
- しっとるケ音頭

「まっくろけ節」を替え歌にしたテーマソング。詳しくは知っとるケを参照。「世界の国からナンデスカ?」同様レコード化はされていない。

## 関連書籍
- 『THEタケちゃんマン大百科』（ケイブンシャの大百科／No.133、1982年12月5日発売）[7] - タケちゃんマンに特化した番組公認本として発刊されたが、表記が統一していないうえヒーロー物と同じ紙面であった。巻末には「ひょうきんベストテン」などについても紹介している。
  - この他に『58年度版 全怪獣怪人大百科』（No.1改訂版、1982年12月10日発売）でもタケちゃんマンの紹介ページに加え、巻頭カラーページでも取り上げている[注 25]。なお『全怪獣怪人大百科』には59年度版（同、1983年12月5日発売）でも取り上げられた。

## タケチャンマンライス
1980年代学校給食に登場したエビ、アサリ、ニンジン、タマネギなどが入ったミルクスープベースの麦入り炊き込みご飯。学校食事研究会の栄養士だった豊岡弘子が考案した。正式名は「ミルクファイバーライス」。

## その他
- 1982年秋のフジテレビのキャンペーン広告では、当時番組レギュラーであった山村美智子がタケちゃんマンに扮し、先輩アナウンサーの益田由美と共に写っている。一方の益田は当時同局で放送中のアニメ『Dr.スランプ アラレちゃん』の主人公・則巻アラレに扮していた。テレビCM版も製作されており、こちらでは和装に扮した山村と益田が本家と同様に「変身！」の掛け声でタケちゃんマン（山村）とアラレちゃん（益田）に変化するくだりとなっていた。
- 同じく1982年にバンダイから電子ゲームとして『THE TAKECHAN-マン』がフジテレビの許可を得て発売された。タケちゃんマンとブラックデビルの他、キヨちゃんマンが登場する。
- 同年、TBSテレビのバラエティドラマ『ピンキーパンチ大逆転』にてタケちゃんマンが登場したことがあった。
- 加藤茶と志村けんが、1998年放送の特別番組『加ト・けん・たけしの世紀末スペシャル!!』にてタケちゃんマンのたけしと共演したことがあった。また、加藤と志村の2人は『ひょうきん族』の放送期間中に収録現場に訪れたという逸話もある。
- 2006年1月に放送されたフジテレビのキャンペーンCM「ちょっぴりハッピー、きっかけはフジテレビ」の中で中村玉緒とともに登場している（ただし、たけし自身が演じてはいない）。
- テレビ朝日のドラマ『菊次郎とさき』（第3シリーズ）の中でも、若き日のたけし役の塚本高史が時々タケちゃんマンの扮装で登場する。
- 2008年7月26日・7月27日両日放送の毎年恒例特別番組『27時間テレビ』内で、さんまがタケちゃんマンで演じていたキャラクターを数々のコーナーで扮している。なお、キャラクターの名前の下に“スマイリー”と付いていた。そして同番組内のコーナー「笑顔体操」では、さんまが演じたキャラクターの一部フレーズが体操に取り入れられた。また、番組内でホラ貝の音色が鳴ると、たけしが様々なキャラクターに扮して登場するシーンはタケちゃんマンが変身前に呼ばれる時を彷彿させている演出がなされ、番組のフィナーレではたけしがタケちゃんマンの衣装で登場し、20数年ぶりに復活した。その他、同番組内のコーナー「さんタク」では、木村拓哉がタケちゃんマンの衣装を着て“タクちゃんマン”に扮した。
- これらのキャラクターはフジテレビの美術スタッフによりフィギュア化され、さんまに贈呈された。さんまは『メレンゲの気持ち』にゲスト出演した際、宝物としてこのフィギュアを初公開した。また、友人である所ジョージから、自作のブラックデビルフィギュアを『所萬遊記』の番組内でプレゼントされ、大喜びしていた。
- 『誰も知らない明石家さんま』で放送された『ひょうきん族』の再現ドラマにおいて、たけし役の香取慎吾がタケちゃんマンの扮装で、さんま役の岩田剛典がブラックデビルの扮装でそれぞれ登場する[8]。
- 本作には放送時に上映された邦画・洋画やドラマのパロディが多いが版権問題が絡むためDVDには僅かしか収録されていない。